# УЕФА Лига Европе
УЕФА Лига Европе (енгл. UEFA Europa League) годишње је европско фудбалско клупско такмичење организовано под окриљем УЕФА. Друго је најважније такмичење за европске клубове, после Лиге шампиона, а пре Лиге конференције. Клубови се квалификују преко својих пласмана у домаћим лигама и куповима.
Такмичење је основано 1971. године под називом Куп УЕФА (енгл. UEFA Cup) с циљем да замени Куп сајамских градова. Године 1999, укинут је Куп победника купова и исти је припојен Купу УЕФА. Од сезоне 2004/05, такмичењу је додата групна фаза која се игра пре елиминационе фазе. Назив Лига Европе примењује се од сезоне 2009/10, а промену имена је пратио нов систем такмичења — већи број клубова, проширена групна фаза и промена квалификационог критеријума. Победник Лиге Европе пласира се у УЕФА суперкуп и, од сезоне 2014/15, има загарантовано учешће у групној фази наредне Лиге шампиона.
Куп УЕФА / Лигу Европе највише су освајали клубови из Шпаније (четрнаест пута), а њих прате енглески и италијански клубови (по девет пута). Укупно је 29 екипа освајало титулу с тим што је њих тринаест било шампион више пута. Најуспешнији клуб у такмичењу је Севиља са седам титула.
Тренутни првак је Тотенхем хотспур који је у финалу из 2025. поразио екипу Манчестер јунајтеда резултатом 1 : 0.

## Историјат и систем такмичења
ЛЕ је настала 1971, као Куп УЕФА, заменивши тадашњи Куп сајамских градова. Клубови који учествују у овом такмичењу су стицали то право пласманом у лиги или освајањем купа њихове земље. По вишедеценијском систему, који је ретко прилагођаван, клубови би почињали такмичење, зависно од пласмана, или у квалификацијама (2 кола), или од 1. кола самог купа. Надаље, играло се по строгом купском, елиминационом систему. До шеснаестине финала, клубови би одиграли укупно 3 кола такмичења. Шеснаестина финала би у такмичење увела још 8 клубова, трећепласираних у Лиги шампиона. Клубови су се састајали по 2 пута у сваком колу, укључујући и финале, све до увођења једне финалне утакмице (1997/98).
Године 2004, такмичење је ушло у фазу преласка на лигашки систем и подељено је на два дела - лигашки (познатији под називом Лига УЕФА), који је подразумевао такмичење по групама, са по 5 клубова у свакој групи. Тимови би се, за разлику од такмичења по групама Лиге шампиона састајали по једном (по један клуб би био слободан у сваком колу), а три клуба би се пласирала у наредно коло, шеснаестину финала. Као и раније, ту би се поред 24 клуба такмичило још 8 клубова, трећепласираних из такмичења по групама Лиге шампиона. Даље такмичење је било идентично дотадашњем, односно исто као и у Лиги шампиона.
Последњи освајач Купа УЕФА по овом систему, и по старом називу, био је Шахтар из Доњецка који је у финалу савладао Вердер Бремен резултатом 2:1. Финале је одиграно 20. маја 2009. у Истанбулу на стадиону Шукру Сараџоглу.
Исте године, нови формат је озваничен, такмичење је постало веома слично оном у Лиги шампиона. Лигашки део је тада подразумева групе са по 4 клуба, који играју међусобно по 2 утакмице, а у шеснаестину финала напредује по 2 клуба из сваке групе. Без обзира на ову измену, међутим, ту им се придруживало већ поменутих 8 клубова из Лиге шампиона.
Садашњи формат такмичења примењује се од сезоне 2021/22.

## Финансије
Попут Лиге шампиона, новац који клубови добијају зависи од самог учешћа и резултата истих у такмичењу као и од вредности њиховог ТВ тржишта.
За сезону 2021/22, учешће у групној фази Лиге Европе награђује се са 3.630.000. евра. Победа у групи вреди 630.000 а реми 210.000 евра. Сваки првопласирани у групи добија 1.100.000 евра и сваки другопласирани 550.000 евра. Пласман у елиминациону фазу доноси додатне бонусе за клубове: 1.200.000 евра у осмини финала, 1.800.000 евра у четвртфиналу и 2.800.000 евра у полуфиналу. Губитник у финалу добија 4.600.000 док је шампион награђен са 8.600.000 европских новчаница.
- Пласман у групну фазу: 3.630.000 евра
  - Побеђен меч у групној фази: 630.000 евра
  - Ремизиран меч у групној гази: 210.000 евра
- Првопласиран у својој групи: 1.100.000 евра
- Другопласиран у својој групи: 550.000 евра
- Доигравање пред елиминациону фазу: 500.000 евра
- Осмина финала: 1.200.000 евра
- Четвртфинале: 1.800.000 евра
- Полуфинале: 2.800.000 евра
- Финалиста: 4.600.000 евра
- Шампион: 8.600.000 евра

## Спонозорства
Лига Европе спонзорише шест мултинационалних корпорација. Тренутни спонзори турнира су:
- [9]
- —  (осим за Уједињено Краљевство и Ирску)[10]
- [11]

## Рекорди и статистике
Финала Купа УЕФА су чиниле две утакмице до 1997. године. Прво финале се одржало 3. маја 1972. у Вулверхемптону и 17. маја исте године у Лондону између Вулверхемптон вондерерса и Тотенхем хотспура. Укупним резултатом 3 : 2, Тотенхем је постао први освајач Купа УЕФА.
Финале од једне утакмице на неутралном терену је представљено 1998. Терен мора да испуњава трећу УЕФА-ину категорију за стадионе како би био домаћин финала. Два пута је финале одиграно на стадиону финалисте: када је Фајенорд поразио Борусију Дортмунд на Де Кујпу у Ротердаму 2002. и када је португалски Спортинг изгуби од ЦСКА Москве на свом Стадиону Жозе Алваладе у Лисабону 2005.
Освајач последњег издања Купа УЕФА (пре реформисања такмичења у Лигу Европе) био је Шахтјор Доњецк 2009. Тим из Украјине добио је немачки Вердер Бремен са 2 : 1.
Први победник такмичења после промене имена био је Атлетико Мадрид који је поразио Фулам са 2 : 1 након продужетака.

### По клубовима
| Клуб                     | Победник | Финалиста | Година/е када је клуб био победник        | Година/е када је клуб био финалиста |
| ------------------------ | -------- | --------- | ----------------------------------------- | ----------------------------------- |
| Севиља                   | 7        | 0         | 2006, 2007, 2014, 2015, 2016, 2020, 2023. | —                                   |
| Интер Милано             | 3        | 2         | 1991, 1994, 1998.                         | 1997, 2020.                         |
| Јувентус                 | 3        | 1         | 1977, 1990, 1993.                         | 1995                                |
| Ливерпул                 | 3        | 1         | 1973, 1976, 2001.                         | 2016.                               |
| Тотенхем хотспур         | 3        | 1         | 1972, 1984, 2025.                         | 1974.                               |
| Атлетико Мадрид          | 3        | 0         | 2010, 2012, 2018.                         | —                                   |
| Борусија Менхенгладбах   | 2        | 2         | 1975, 1979.                               | 1973, 1980.                         |
| Фајенорд                 | 2        | 0         | 1974, 2002.                               | —                                   |
| Ајнтрахт Франкфурт       | 2        | 0         | 1980, 2022.                               | —                                   |
| Гетеборг                 | 2        | 0         | 1982, 1987.                               | —                                   |
| Реал Мадрид              | 2        | 0         | 1985, 1986.                               | —                                   |
| Парма                    | 2        | 0         | 1995, 1999.                               | —                                   |
| Порто                    | 2        | 0         | 2003, 2011.                               | —                                   |
| Челси                    | 2        | 0         | 2013, 2019.                               | —                                   |
| Манчестер јунајтед       | 1        | 2         | 2017.                                     | 2021, 2025.                         |
| Андерлехт                | 1        | 1         | 1983.                                     | 1984.                               |
| Бајер Леверкузен         | 1        | 1         | 1988.                                     | 2024.                               |
| Ајакс                    | 1        | 1         | 1992.                                     | 2017.                               |
| ПСВ Ајндховен            | 1        | 0         | 1978.                                     | —                                   |
| Ипсвич таун              | 1        | 0         | 1981.                                     | —                                   |
| Наполи                   | 1        | 0         | 1989.                                     | —                                   |
| Бајерн Минхен            | 1        | 0         | 1996.                                     | —                                   |
| Шалке 04                 | 1        | 0         | 1997.                                     | —                                   |
| Галатасарај              | 1        | 0         | 2000.                                     | —                                   |
| Валенсија                | 1        | 0         | 2004.                                     | —                                   |
| ЦСКА Москва              | 1        | 0         | 2005.                                     | —                                   |
| Зенит Санкт Петербург    | 1        | 0         | 2008.                                     | —                                   |
| Шахтар Доњецк            | 1        | 0         | 2009.                                     | —                                   |
| Виљареал                 | 1        | 0         | 2021.                                     | —                                   |
| Аталанта                 | 1        | 0         | 2024.                                     | —                                   |
| Бенфика                  | 0        | 3         | —                                         | 1983, 2013, 2014.                   |
| Олимпик Марсељ           | 0        | 3         | —                                         | 1999, 2004, 2018.                   |
| Борусија Дортмунд        | 0        | 2         | —                                         | 1993, 2002.                         |
| Еспањол                  | 0        | 2         | —                                         | 1988, 2007.                         |
| Атлетик Билбао           | 0        | 2         | —                                         | 1977, 2012.                         |
| Арсенал                  | 0        | 2         | —                                         | 2000, 2019.                         |
| Рома                     | 0        | 2         | —                                         | 1991, 2023.                         |
| Вулверхемптон вондерерси | 0        | 1         | —                                         | 1972.                               |
| Твенте                   | 0        | 1         | —                                         | 1975.                               |
| Клуб Бриж                | 0        | 1         | —                                         | 1976.                               |
| Бастија                  | 0        | 1         | —                                         | 1978.                               |
| Црвена звезда            | 0        | 1         | —                                         | 1979.                               |
| АЗ Алкмар                | 0        | 1         | —                                         | 1981.                               |
| Хамбургер                | 0        | 1         | —                                         | 1982.                               |
| Видеотон                 | 0        | 1         | —                                         | 1985.                               |
| Келн                     | 0        | 1         | —                                         | 1986.                               |
| Данди јунајтед           | 0        | 1         | —                                         | 1987.                               |
| Штутгарт                 | 0        | 1         | —                                         | 1989.                               |
| Фјорентина               | 0        | 1         | —                                         | 1990.                               |
| Торино                   | 0        | 1         | —                                         | 1992.                               |
| Ред бул Салцбург         | 0        | 1         | —                                         | 1994.                               |
| Бордо                    | 0        | 1         | —                                         | 1996.                               |
| Лацио                    | 0        | 1         | —                                         | 1998.                               |
| Алавес                   | 0        | 1         | —                                         | 2001.                               |
| Селтик                   | 0        | 1         | —                                         | 2003.                               |
| Спортинг Лисабон         | 0        | 1         | —                                         | 2005.                               |
| Мидлсбро                 | 0        | 1         | —                                         | 2006.                               |
| Рејнџерс                 | 0        | 1         | —                                         | 2008.                               |
| Вердер Бремен            | 0        | 1         | —                                         | 2009.                               |
| Фулам                    | 0        | 1         | —                                         | 2010.                               |
| Брага                    | 0        | 1         | —                                         | 2011.                               |
| Дњипро                   | 0        | 1         | —                                         | 2015.                               |

### По државама
| Држава      | Број победника | Број финалиста |
| ----------- | -------------- | -------------- |
| Шпанија     | 14             | 5              |
| Енглеска    | 10             | 9              |
| Италија     | 10             | 8              |
| Немачка     | 7              | 9              |
| Холандија   | 4              | 3              |
| Португалија | 2              | 5              |
| Шведска     | 2              | 0              |
| Русија      | 2              | 0              |
| Белгија     | 1              | 2              |
| Украјина    | 1              | 1              |
| Турска      | 1              | 0              |
| Француска   | 0              | 5              |
| Шкотска     | 0              | 4              |
| Аустрија    | 0              | 1              |
| Југославија | 0              | 1              |
| Мађарска    | 0              | 1              |

## Признања
Од сезоне 2016/17, УЕФА представља сваке сезоне награду „Играч сезоне УЕФА Лиге Европе”.
Жири се састоји од тренера клубова који су учествовали у групној фази такмичења, заједно с 55 новинара које бира група Европских спортских медија, једног из сваког савеза у УЕФА.

### Добитници
| Сезона                        | Играч                         | Клуб                          |
| Играч сезоне УЕФА Лиге Европе | Играч сезоне УЕФА Лиге Европе | Играч сезоне УЕФА Лиге Европе |
| ----------------------------- | ----------------------------- | ----------------------------- |
| 2016/17.                      | Пол Погба                     | Манчестер јунајтед            |
| 2017/18.                      | Антоан Гризман                | Атлетико Мадрид               |
| 2018/19.                      | Еден Азар                     | Челси                         |
| 2019/20.                      | Ромелу Лукаку                 | Интер Милано                  |
| 2020/21.                      | Жерар Морено                  | Виљареал                      |
| 2021/22.                      | Филип Костић                  | Ајнтрахт Франкфурт            |
| 2022/23.                      | Хесус Навас                   | Севиља                        |
| 2023/24.                      | Пјер Емерик Обамејанг         | Олимпик Марсељ                |
| 2024/25.                      |                               |                               |